# Barmen (Stadtbezirk)
Barmen ist einer der zehn Wuppertaler Stadtbezirke. Er bildete früher zusammen mit den heutigen Bezirken Heckinghausen, Oberbarmen und Teilen von Langerfeld-Beyenburg die Großstadt Barmen, die 1929 mit Elberfeld und einigen anderen Städten und Gemeinden zum heutigen Wuppertal vereinigt wurde.

## Politik
| Bezirksvertretungswahl Barmen 2020Wahlbeteiligung: 43,0 % 403020100 30,4 %22,0 %20,1 %8,5 %6,9 %6,9 %3,3 %1,9 % SPDGrüneCDULinkeFDPAfDWfW/FWPROhGewinne und Verlusteim Vergleich zu 2014 %p 6 4 2 0 −2 −4+0,3 %p−3,7 %p+4,6 %p−0,6 %p+1,7 %p+2,7 %p−1,2 %p−0,6 %pSPDGrüneCDULinkeFDPAfDWfW/FWPROAnmerkungen:h 2014 ist Pro NRW angetreten |  | Sitzverteilung in der Bezirksvertretung Barmen 2020Insgesamt 19 Sitze - Linke: 2 - SPD: 6 - Grüne: 4 - WfW/FW: 1 - CDU: 4 - FDP: 1 - AfD: 1 |

## Geografie
Die Fläche des Stadtbezirks Barmen entspricht dem alten westlichen Ortskern Barmens, „Gemarke“ (heute das Quartier „Barmen-Mitte“ an der Ostgrenze des Stadtbezirks) und der westlichen Vorstadt, die als „Unterbarmen“ bezeichnet wird. Das Quartier auf dem Sedansberg ist weitgehend zu Beginn des 20. Jahrhunderts als nördliche Arbeiter-Vorstadt  entstanden. Im Süden zieht sich das Gebiet bis auf den Lichtscheid, der mit 350 m die höchste Erhebung Wuppertals ist und vor 1929 zu Ronsdorf gehörte.

## Gliederung in Quartiere
| - Stadtbezirk 5 Barmen - 50 Barmen-Mitte - 51 Friedrich-Engels-Allee - 52 Loh - 53 Clausen - 54 Rott - 55 Sedansberg - 56 Hatzfeld - 57 Kothen - 58 Hesselnberg - 59 Lichtenplatz | Einteilung in Quartiere |

## Geschichte
Der Stadtbezirk Barmen ist als rein statistischer Verwaltungsbezirk nur ein Teil der ehemaligen Großstadt Barmen. Für die Geschichte Barmens siehe den Hauptartikel Barmen, für die Geschichte und Beschreibungen einzelner Ortslagen die jeweiligen Quartiersartikel.

## Sehenswürdigkeiten

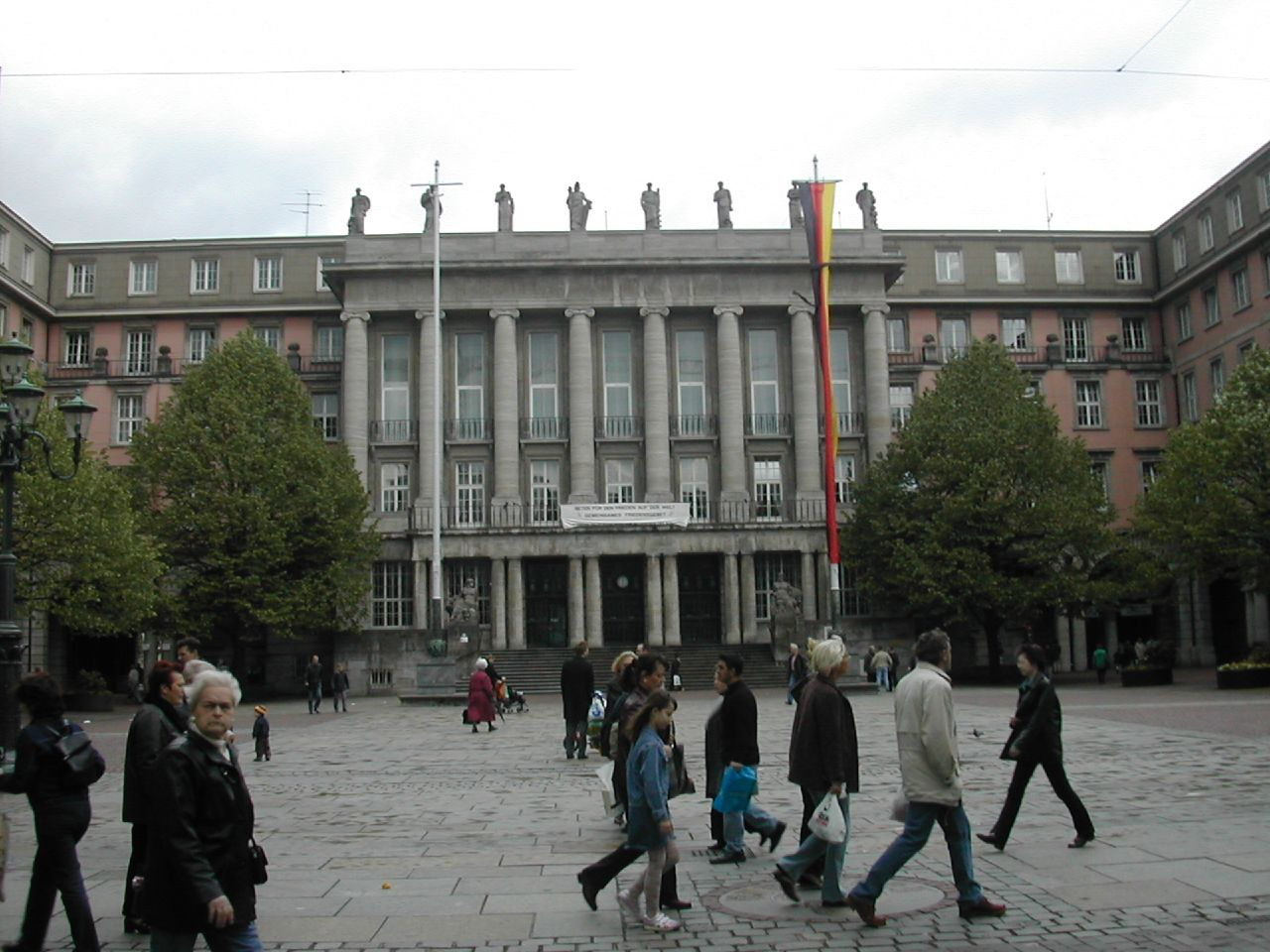
Rathaus Wuppertal

Im Stadtbezirk Barmen liegen die wesentlichen repräsentativen Bauten der Stadt, so das Wuppertaler Rathaus, der Barmer Bahnhof und die „Ruhmeshalle“, das heutige „Haus der Jugend“. Darüber hinaus befinden sich im Stadtbezirk das Historische Zentrum mit dem Museum für Frühindustrialisierung, dem Geburtshaus von Friedrich Engels senior, sowie das Theater am Engelsgarten und das Opernhaus der Wuppertaler Bühnen. Barmen verfügt zudem über eine Fußgängerzone mit Fachgeschäften.
Ausgehend von der Gemeinde der Gemarker Kirche wurde mit der ersten Barmer Bekenntnissynode vom 29. bis 31. Mai 1934 die Barmer Theologische Erklärung als das theologische Fundament der Bekennenden Kirche verabschiedet, um sich damit gegen die Einflussnahme der Nationalsozialisten auf die Kirche zu stellen. Auf demselben Gelände befindet sich heute die Bergische Synagoge, der Neubau der jüdischen Gemeinde Wuppertals.

## Verkehr

### Straße
Barmen ist über die Anschlussstelle Wuppertal-Barmen der A 46 und Wuppertal-Langerfeld der A 1 erreichbar. Außerdem verläuft durch Barmen die B 7.

### Schienenverkehr
Der Bahnhof Wuppertal-Barmen liegt an der Bahnstrecke Elberfeld–Dortmund. Er wird im Regionalverkehr von allen Regionalzügen, die durch Wuppertal fahren (außer Rhein-Münsterland-Express RE7) sowie den S-Bahn-Linien S 7, S 8 und S 9 bedient.

### Öffentlicher Personennahverkehr
Die wichtigste Haltestelle Barmens ist die Schwebebahnstation Alter Markt, welche einen großen Busknoten mit Verknüpfung zur Wuppertaler Schwebebahn darstellt.